# Ashton Common
Ashton Common – osada w Anglii, w hrabstwie Wiltshire. Leży 37 km na północny zachód od miasta Salisbury i 142 km na zachód od Londynu.